# Георгије Лимниот
Георгије Лимниот је велики хришћански подвижник ии исповедник вере из 8. века. 
Живео је у 8. веку. Као млад се замонашио се у Олимпијском манастиру код Цариграда. Тамо је живео подвижничким животом. У време када је цар иконоборац Лав III Исавријанац (716–741) почео уништавати свете иконе и спаљивати свете мошти светитеља, Георгије је неустрашиво изобличио цареву непобожност и безбожност и исповедио истиниту веру и молитвено поштовање светих икона. Због тога би стављен на многе страшне муке, и то у дубокој старости, од деведесет пет година. Све муке је јуначки поднео. Пострадао је око 716. године.
Православна црква га спомиње 6. септембра (24. августа).